# 宮内一男
宮内 一男（みやうち かずお、1940年〈昭和15年〉11月19日 - ）は、日本映画の録音技師。埼玉県出身。東宝映画所属。

## 経歴
東宝で録音助手を長く務め、1974年に短編映画で技師デビューし、1981年に長編映画の録音技師に昇格。
1989年以降の平成ゴジラシリーズで録音を担当（『ゴジラvsモスラ』を除く）。1996年の『モスラ』を最後に岩瀬と共に特撮映画を退き、2000年の定年退職を機に引退。

## 代表作

### 映画
| 公開年             | 公開年   | 作品名                                  | 製作（配給）                                                                               | 監督                            | 役職     |
| ------------------ | -------- | --------------------------------------- | ------------------------------------------------------------------------------------------ | ------------------------------- | -------- |
| 1961年（昭和36年） | 7月30日  | モスラ                                  | 東宝                                                                                       | 本編：本多猪四郎 特撮：円谷英二 | 録音助手 |
| 1961年（昭和36年） | 10月29日 | B・G物語 二十才の設計                   | 東宝                                                                                       | 丸山誠治                        | 録音助手 |
| 1962年（昭和37年） | 7月14日  | 日本一の若大将                          | 東宝                                                                                       | 福田純                          | 録音助手 |
| 1962年（昭和37年） | 9月8日   | 早乙女家の娘たち                        | 東宝                                                                                       | 久松静児                        | 録音助手 |
| 1963年（昭和38年） | 1月15日  | 女に強くなる工夫の数々                  | 東宝                                                                                       | 千葉泰樹                        | 録音助手 |
| 1963年（昭和38年） | 5月22日  | 写真記者物語 瞬間に命を賭けろ           | 東宝                                                                                       | 坪島孝                          | 録音助手 |
| 1965年（昭和40年） | 8月25日  | 香港の白い薔薇                          | 東宝 台湾省電影製片廠 （東宝）                                                             | 福田純                          | 録音助手 |
| 1966年（昭和41年） | 1月3日   | 無責任清水港                            | 東宝 渡辺プロダクション （東宝）                                                           | 坪島孝                          | 録音助手 |
| 1966年（昭和41年） | 5月28日  | クレージーだよ奇想天外                  | 東宝 渡辺プロダクション （東宝）                                                           | 坪島孝                          | 録音助手 |
| 1966年（昭和41年） | 10月1日  | あこがれ                                | 東宝                                                                                       | 恩地日出夫                      | 録音助手 |
| 1967年（昭和42年） | 1月1日   | レッツゴー!若大将                       | 東宝                                                                                       | 岩内克巳                        | 録音助手 |
| 1968年（昭和43年） | 2月24日  | 続・社長繁盛記                          | 東宝                                                                                       | 松林宗恵                        | 録音助手 |
| 1968年（昭和43年） | 4月10日  | ザ・タイガース 世界はボクらを待っている | 東宝 渡辺プロダクション （東宝）                                                           | 和田嘉訓                        | 録音助手 |
| 1969年（昭和44年） | 11月1日  | 日本一の断絶男                          | 東宝 渡辺プロダクション （東宝）                                                           | 須川栄三                        | 録音助手 |
| 1972年（昭和47年） | 2月26日  | 制服の胸のここには                      | 東宝スタジオ （東宝）                                                                      | 渡辺邦彦                        | 録音助手 |
| 1973年（昭和48年） | 7月7日   | 忍ぶ糸                                  | 東宝映画 俳優座 （東宝）                                                                   | 出目昌伸                        | 録音助手 |
| 1974年（昭和49年） | 3月21日  | ハロー!フィンガー5                      | 東宝映像 （東宝）                                                                          | 福原進                          | 録音     |
| 1975年（昭和50年） | 3月21日  | 雨のアムステルダム                      | 東宝映像 渡辺企画 （東宝）                                                                 | 蔵原惟繕                        | 録音助手 |
| 1981年（昭和56年） | 2月11日  | 青春グラフィティ スニーカーぶる〜す     | 東宝映画 東宝映像 （東宝）                                                                 | 河崎義祐                        | 録音     |
| 1981年（昭和56年） | 7月11日  | ねらわれた学園                          | 角川春樹事務所 オフィス・ヘンミ （東宝）                                                   | 大林宣彦                        | 録音     |
| 1981年（昭和56年） | 7月11日  | ブルージーンズ メモリー                 | 東宝映画 東宝映像 （東宝）                                                                 | 河崎義祐                        | 録音     |
| 1981年（昭和56年） | 12月20日 | グッドラックLOVE                        | 東宝映画 東宝映像 （東宝）                                                                 | 河崎義祐                        | 録音     |
| 1982年（昭和57年） | 8月7日   | ハイティーン・ブギ                      | 東宝映画 東宝映像 （東宝）                                                                 | 舛田利雄                        | 録音     |
| 1982年（昭和57年） | 12月18日 | 三等高校生                              | 東宝映画 東宝映像 ジャニーズ事務所 （東宝）                                                | 渡辺祐介                        | 録音     |
| 1983年（昭和58年） | 8月4日   | 嵐を呼ぶ男                              | 東宝映画 東宝映像 ジャニーズ事務所 （東宝）                                                | 井上梅次                        | 録音     |
| 1983年（昭和58年） | 12月24日 | エル・オー・ヴィ・愛・N・G              | 東宝映画 東宝映像 ジャニーズ事務所 （東宝）                                                | 舛田利雄                        | 録音     |
| 1984年（昭和59年） | 8月11日  | 零戦燃ゆ                                | 東宝映画 東宝映像 （東宝）                                                                 | 本編：舛田利雄 特撮：川北紘一   | 録音     |
| 1985年（昭和60年） | 1月26日  | 愛・旅立ち                              | フィルムリンクインターナショナル （東宝）                                                  | 本編：舛田利雄 特撮：川北紘一   | 録音     |
| 1985年（昭和60年） | 12月21日 | 姉妹坂                                  | 東宝映画 東宝映像 （東宝）                                                                 | 大林宣彦                        | 録音     |
| 1986年（昭和61年） | 12月13日 | 恋する女たち                            | 東宝映画 東宝映像 （東宝）                                                                 | 大森一樹                        | 録音     |
| 1987年（昭和62年） | 8月1日   | 19ナインティーン                        | 東宝映画 東宝映像 ジャニーズ事務所 （東宝）                                                | 本編：山下賢章 特撮：川北紘一   | 録音     |
| 1987年（昭和62年） | 12月19日 | 「さよなら」の女たち                    | 東宝映画 東宝映像 （東宝）                                                                 | 本編：大森一樹 特撮：川北紘一   | 録音     |
| 1989年（平成元年） | 5月13日  | マイフェニックス                        | 東宝映画 東宝映像美術 東急エージェンシー （東宝）                                          | 西河克己                        | 録音     |
| 1989年（平成元年） | 7月22日  | ガンヘッド                              | 東宝映画 東宝映像美術 サンライズ BANDAI 角川書店 IMAGICA （東宝）                          | 本編：原田眞人 特撮：川北紘一   | 録音助手 |
| 1989年（平成元年） | 12月16日 | ゴジラvsビオランテ                      | 東宝映画 東宝映像美術 （東宝）                                                             | 本編：大森一樹 特撮：川北紘一   | 録音     |
| 1991年（平成3年）  | 12月14日 | ゴジラvsキングギドラ                    | 東宝映画 東宝映像美術 ファーストウッド・エンターテインメント （東宝）                      | 本編：大森一樹 特撮：川北紘一   | 録音     |
| 1993年（平成5年）  | 12月11日 | ゴジラvsメカゴジラ                      | 東宝映画 東宝映像美術 （東宝）                                                             | 本編：大河原孝夫 特撮：川北紘一 | 録音     |
| 1994年（平成6年）  | 12月10日 | ゴジラvsスペースゴジラ                  | 東宝映画 東宝映像美術 （東宝）                                                             | 本編：山下賢章 特撮：川北紘一   | 録音     |
| 1995年（平成7年）  | 12月9日  | ゴジラvsデストロイア                    | 東宝映画 東宝映像美術 （東宝）                                                             | 本編：大河原孝夫 特撮：川北紘一 | 録音     |
| 1996年（平成8年）  | 12月14日 | モスラ                                  | 東宝映画 東宝映像美術 （東宝）                                                             | 本編：米田興弘 特撮：川北紘一   | 録音     |
| 1998年（平成10年） | 6月6日   | 絆 -きずな-                             | 東宝映画 東宝映像美術 （東宝）                                                             | 根岸吉太郎                      | 録音     |
| 1999年（平成11年） | 6月5日   | 催眠                                    | TBS 東宝                                                                                   | 落合正幸                        | 録音     |
| 2000年（平成12年） | 6月10日  | クロスファイア                          | TBS 東宝映画 東宝映像美術 （東宝）                                                         | 金子修介                        | 録音     |
| 2000年（平成12年） | 7月15日  | ジュブナイル                            | 小学館 フジテレビ メディアファクトリー ジェイアール東日本企画 三井物産 白組 ROBOT （東宝） | 山崎貴                          | 録音     |

### 博覧会
| 期間          | 期間         | テーマパーク名         | 主催             | 担当パビリオン                         | 製作会社、スポンサー  | 役職 |
| ------------- | ------------ | ---------------------- | ---------------- | -------------------------------------- | --------------------- | ---- |
| 1994年3月18日 | 1998年7月1日 | サンリオピューロランド | 安田火災海上保険 | 夢のタイムマシン・怪獣プラネットゴジラ | - 東宝 - （サンリオ） | 録音 |

## 受賞歴
| 受賞年             | 受賞名 | 受賞名           | 受賞名     |
| ------------------ | ------ | ---------------- | ---------- |
| 1994年（平成6年）  | 第47回 | 日本映画技術賞   | 録音特別賞 |
| 1994年（平成6年）  | 第17回 | 日本アカデミー賞 | 優秀録音賞 |
| 1996年（平成8年）  | 第19回 | 日本アカデミー賞 | 優秀録音賞 |
| 1999年（平成11年） | 第22回 | 日本アカデミー賞 | 優秀録音賞 |